# 多衣河
多衣河，又作多依河，是位于中国云南省东部的一条河流，属于黄泥河右岸支流，上游也称大干河，发源于师宗县丹凤镇牛速村（原属大同镇），东北流入罗平县湾子水库，出库后东北流至罗平县城罗雄镇以东转东南流，至大水井乡革来村南成为地下暗河，在南部的鲁布革布依族苗族乡腊者村流出地表，东北流至多衣村转东南，经多衣河景区，最后于三江口汇入黄泥河。河长71.4公里，河道比降16.1‰，落差1038米，流域面积641.3平方公里。